# Emlékkert (Debrecen)
Az Emlékkert egy tér Debrecenben, a Kálvin téren, a Nagytemplom és a Kollégium között, a Püspöki Hivatal szomszédságában. 
Az 1861-ben megalakult Emlékkert Társulat tagjai felvetették, hogy a Kollégium előtti puszta téren „méltósággal állhassanak olyan emlékszobrok, amiket a hálás nemzedék koronként emelend a haza és a tudományok körül érdemeket szerzett és elhunyt nagy fiainak”.

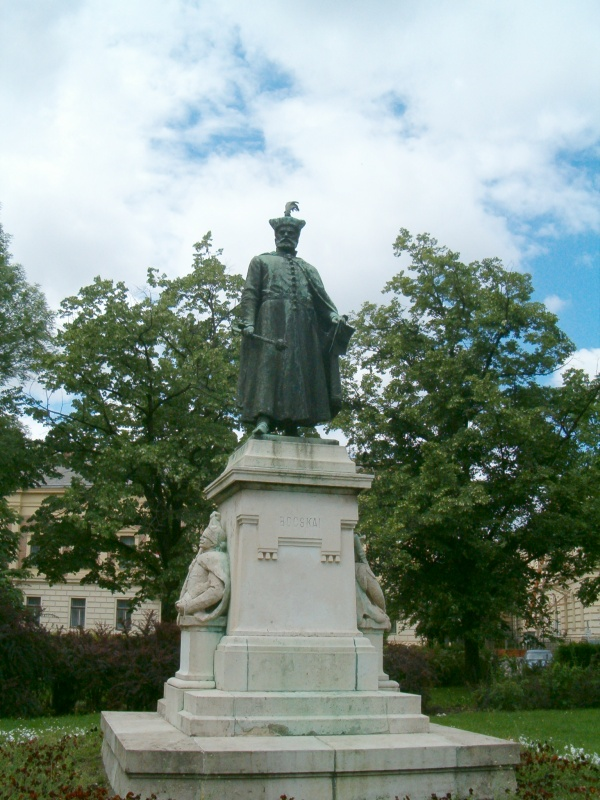
Bocskai István debreceni szobra

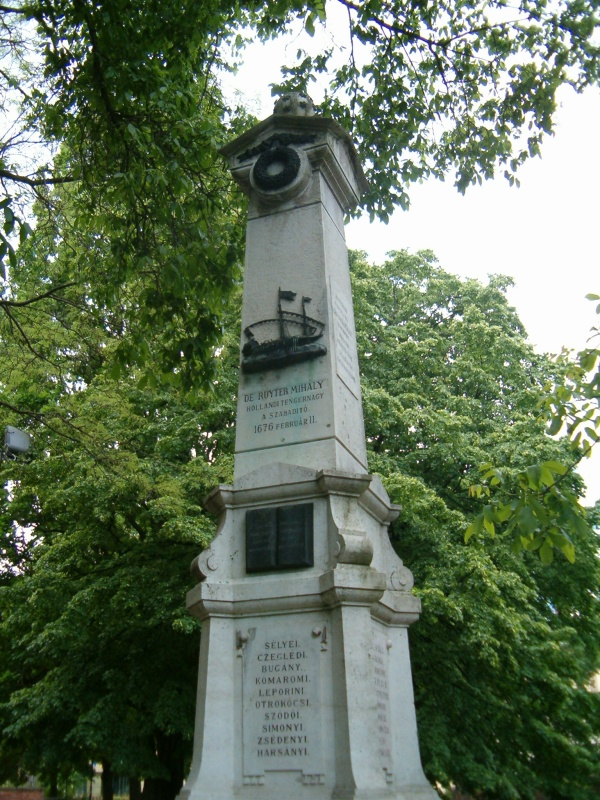
A gályarabok emlékoszlopa

- Az első szobor, ami az Emlékkertbe került, az 1849. augusztus 2-i debreceni csata elesett honvédei emlékére állított „Haldokló Oroszlán” volt. Marschalkó János kőoroszlánját 1899-ben a Hősök temetőjébe vitték ki. A helyére állítandó Szabadság-szobor készítésével Tóth Andrást bízták meg. A szabadságot jelképező, háromméteres talapzaton álló 8 méter magas, telt idomú, páncélba öltöztetett bronzalakot 1902-ben leplezték le. A furcsa szobor nem nyerte el a debreceniek tetszését, „vastyúk”-nak hívták. 1906-ban, a Bocskai-szobor felállításakor a Városháza udvarára száműzték, majd az első világháború idején ágyúcsőnek öntötték be.

- A Bocskai-szobor példátlan gyorsasággal készült el. A városi tanács 1906. május 15-i tanácsülésén elhatározta, hogy a bécsi békekötés 300 éves évfordulójára az Emlékkertben felállítják a budapesti Bocskai-szobor másolatát. Holló Barnabás szobrának kiöntését Hirmann Ferenc ércöntő vállalta. November 26-án már fel is avatták a hajdúvárosok alapítójának, Bocskai István fejedelemnek a szobrát. Talapzatát a félalakos hajdúfigurákkal Tóth András készítette.

- A Gályarabok emlékoszlopa 1895 óta áll az Emlékkertben. Özvegy Hegyi Mihályné készíttette Gerenday és fia műhelyében. Latin nyelvű felirata tudtul adja: „azon lelkipásztorok emlékoszlopa, akiket az evangéliumi hitükért és szabadságukért Magyarországról a nápolyi gályákra hurcoltak.” Az 1673-ban törvény elé idézett, majd 1675-ben gályaraboknak eladott 41 protestáns lelkész nevét megörökítő oszlop előlapján bronzgályát látunk, alatta az életben maradottakat 1676. február 11-én kiszabadító Ruyter Michel Adriaanson holland tengernagy neve olvasható.